# Ајше Кулин
Ајше Кулин (тур. Ajşe Kulin; Истанбул, 26. август 1941) турска је списатељица кратких прича, сценариста и романописац.

## Биографија
Кулин је рођена у Истанбулу 1941. године. Њен отац, Мухитин Кулин, бошњачког порекла, био је један од првих грађевинских инжењера у Истанбулу који је основао Државни хидраулички погон; убрзо је постављен за директора ове институције. Њена мајка, Ситаре, била је унука једног од османских министара економије.
Дипломирала је на Америчком колеџу за девојке у Арнавуткоју(Arnavutköy) у Истанбулу. Објавила је збирку кратких прича под називом Güneşe Dön Yüzünü 1984. године. На основу једне од прича из ове збирке, Ђулизар(Gülizar), снимљен је и филм Kırık Bebek 1986. године, за који је добила награду за сценарио од Министарства културе и туризма. Ајше је радила као сценариста, сниматељ и продуцент многих филмова, телевизијских серија и реклама. Године 1986. добила је награду за најбољег кинематографа од Удружења позоришних писаца за свој рад у ТВ серији Ayaşlı ve Kiracıları.
Године 1996. написала је биографију Мунира Нуретина Селџука под називом Слатки мир. За кратку причу Јутарња слика исте године је добила и награду Халдуна Танера, а наредне године награду Саита Фаика. Године 1997. проглашена је за писца године од стране Факултета за комуникације у Истанбулу, за свој биографски роман Зове се Ајлин, исту награду освојила је и следеће године за кратку причу Широка времена. У новембру 1999. године написала је роман под називом Севдалинка који говори о рату у Босни, а 2000. године биографски роман Фуреја. У јуну 2001. године објавила је роман Мост који говори о дешавањима у источним провинцијама Турске и како је обликована рана историја републике.
У мају 2002. године написала је роман који говори о турским дипломатама који су спасили животе Јевреја током холокауста у Другом светском рату.
Била је удата два пута и оба брака су завршена разводом, али из њих има четири сина. У својим последњим романима, Живот и Туга, описује живот са бившим супружницима, Мехметом Сарпером и Ереном Кемахлијем.